# هاري كير (منافس ألعاب قوى)
هاري كير (بالإنجليزية: Harry Kerr)‏ هو منافس ألعاب قوى أسترالي ونيوزيلندي، ولد في 28 يناير 1879 في إقليم تاراناكي في نيوزيلندا، وتوفي بنفس المكان في 17 مايو 1951 بسبب سرطان.

## وصلات خارجية
- هاري كير على موقع اللجنة الأولمبية الدولية (الإنجليزية)
- هاري كير على موقع أوليمبيديا (الإنجليزية)
- هاري كير على موقع اللجنة الأولمبية النيوزيلندية (الإنجليزية)
- هاري كير على موقع قاعة نيوزيلندا للمشاهير الرياضية (الإنجليزية)